# Popândău pătat
Popândăul pătat (Spermophilus suslicus), numit și popândău cu pete, popândău perlat, popândău pestriț sau țiștar pătat, este o specie de rozătoare din familia Sciuridae din Europa de Est. Spermophilus suslicus constă din trei subspecii: S. s. boristhenicus, S. s. guttatus și S. s. suslicus. Este amenințat de pierderea de habitat.

## Taxonomie
Două populații separate geografic de Nipru diferă prin numărul diploid⁠(en)[traduceți], cea de la vest de Nipru, uneori tratată drept o specie soră⁠(en)[traduceți] numită Spermophilus odessanus, are 36 de cromozomi, iar cea de la est, ce constituie Spermophilus suslicus sensu stricto, are 34. Date recente de filogenie moleculară indică că popândăii palearctici alcătuiesc un grup divers și complex, datorită introgresiunii⁠(en)[traduceți] genetice ample și a selecției incomplete a descendențelor⁠(en)[traduceți] de la speciația recentă a acestora din timpul epocii Pleistocenului și este nevoie de mai multe seturi de dovezi pentru a se deosebi relațiile dintre populațiile acestora.

## Descriere
Popândăul pătat are blană brună închis cu puncte albe pe spate și o coadă scurtă, subțire. Crește până la o lungime de 25 cm și o greutate de 280 g. Formula sa dentară⁠(en)[traduceți] este 1.0.2.31.0.1.3. Este mai mic și mai puțin social decât alți popândăi din genul Spermophilus.

## Răspândire
Se găsește în Belarus, Republica Moldova, Polonia, Rusia europeană și Ucraina. Habitatul său natural este pajiștea⁠(en)[traduceți], dar se găsește și pe teren cultivat. Este amenințat de pierderea și fragmentarea habitatului⁠(en)[traduceți] său. Printre cauzele pierderii de habitat se numără extinderea agriculturii și silviculturii, reducerea pășunatului, dezvoltarea și creșterea orașelor și dezvoltarea industrială. De asemenea, în unele zone este vânat drept dăunător agricol.
Arealul popândăului pătat din Polonia și sudul Rusiei s-a restrâns semnificativ, rămânând numai 10 % din suprafața sa de la mijlocul secolului al XX-lea. La rata actuală de restrângere a arealului său, popândăul pătat va fi în curând extinct la nivel local în Polonia.

## Comportament

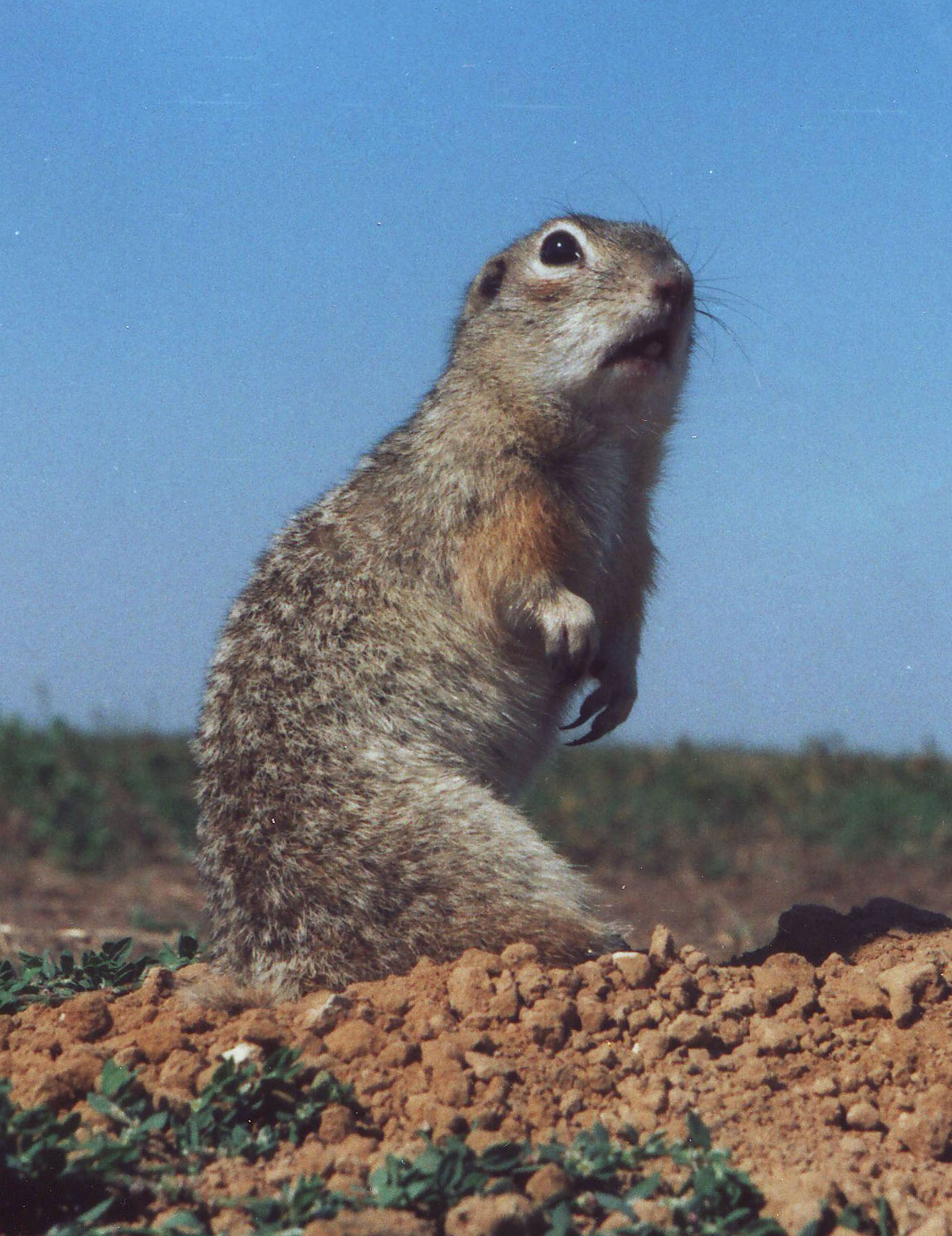
Individ în regiunea Odesa, Ucraina

Popândăul pătat este o specie diurnă ce hibernează din octombrie până în aprilie. Este activ dimineața odată ce soarele încălzește mediul un pic, se retrage în vizuina sa subterană pe durata căldurii zilei, apoi iese din nou la suprafață ziua târziu pentru o altă repriză de hrănire. Se hrănește în cea mai mare parte cu graminee și cereale, însă mănâncă și vertebrate mici și artropode.
În comparație cu alte specii din genul Spermophilus, trăiește într-un habitat relativ închis cu graminee înalte care blochează vizibilitatea în sezoanele în care este activ. Indivizii trăiesc în galerii separate din cadrul unei colonii mai mari. Aceste colonii pot fi alcătuite din până la 160 de indivizi pe hectar. Se împerechează între aprilie și mai. Gestația variază de la 23 până la 26 de zile. Într-un rând de pui se nasc patru până la opt pui. Are loc hibridare sporadică acolo unde S. suslicus trăiește în simpatrie⁠(en)[traduceți] cu popândăul mic (S. pygmaeus) și cel comun (S. citellus).

## Prădători
Deși nu a fost coordonat niciun studiu cantitativ asupra tuturor prădătorilor speciei S. suslicus, au fost semnalate nevăstuici mici intrând în galerii și provocând morții juvenile numeroase, însă acestea nu atacă adulți. Totuși, se poate ca omorul congeneric să fie o amenințare mai mare pentru popândăul pătat juvenil decât prădătorii interspecifici. Deși în sălbăticie nu a fost încă raportat infanticidul⁠(en)[traduceți], au existat cazuri de popândăi pătați care au comis infanticid în captivitate. Ucigașul poate fi deopotrivă mascul sau femelă și fie mănâncă puiul, fie îl atacă și îl lasă să moară.

## Strigăte de alarmă
Popândăul pătat se folosește de strigăte de alarmă⁠(en)[traduceți] cu diverse scopuri. În principal, strigătul de alarmă este folosit pentru a avertiza popândăi congenerici de existența prădătorilor și pentru a alerta prădătorii că au fost detectați. Au fost observate strigăte de alarmă specifice individului la Spermophilus suslicus, care totodată conțin trăsături legate de vârstă, dar acestora le lipsește abilitatea de a deosebi indivizii nefamiliari de cei familiari sau de a deosebi sexul.

## Conservare
Se presupune că populația experimentează un declin care continuă și care este acompaniat de fragmentare și pierdere de habitat. În evaluarea din 1996 de pe Lista roșie a IUCN, popândăul pătat a fost clasificat drept vulnerabil⁠(en)[traduceți], iar în evaluăriile din 2008 și 2021, drept aproape amenințat⁠(en)[traduceți]. În actualizarea din 2024 a listei IUCN, a fost clasificat drept critic pe cale de dispariție⁠(en)[traduceți], din cauza unui declin de 99 % în populația globală pe parcursul ultimilor 30 de ani. Potrivit IUCN, distrugerea de habitat din cauza extinderii agricole⁠(en)[traduceți], precum și schimbările climatice pun întreaga specie în pericol de extincție în următorii 20–30 de ani.
O populație-relicvă⁠(en)[traduceți] de tip „enclavă” din Polonia este protejată prin lege națională. Specia este protejată prin Anexa II a Convenției de la Berna⁠(en)[traduceți].